# Julio César Camacho
Julio César Camacho (ur. 9 maja 1978 w Maracas) – wenezuelski saneczkarz, olimpijczyk z Salt Lake City.
W lutym 2001 roku wziął udział w saneczkarskich mistrzostwach świata w Calgary, w jedynkach osiągając 46. miejsce w stawce 54 zawodników.
W lutym 2002 roku wystartował na igrzyskach olimpijskich w Salt Lake City, podczas których wziął udział w rywalizacji jedynek mężczyzn w saneczkarstwie. W zawodach zajął 39. miejsce wśród 48 sklasyfikowanych saneczkarzy. Do zwycięzcy, Armina Zöggelera, stracił ponad 10 sekund.

## Osiągnięcia

### Igrzyska olimpijskie
| Miejsce | Data              | Miejscowość    | Konkurencja | Przejazd 1 | Przejazd 1 | Przejazd 2 | Przejazd 2 | Przejazd 3 | Przejazd 3 | Przejazd 4 | Przejazd 4 | Łącznie  | Strata | Zwycięzca      |
| Miejsce | Data              | Miejscowość    | Konkurencja | Czas       | Miejsce    | Czas       | Miejsce    | Czas       | Miejsce    | Czas       | Miejsce    | Łącznie  | Strata | Zwycięzca      |
| ------- | ----------------- | -------------- | ----------- | ---------- | ---------- | ---------- | ---------- | ---------- | ---------- | ---------- | ---------- | -------- | ------ | -------------- |
| 39.     | 10–11 lutego 2002 | Salt Lake City | jedynki     | 47,193     | 41.        | 46,676     | 37.        | 47,627     | 43.        | 46,579     | 39.        | 3:08,075 | 10,134 | Armin Zöggeler |

### Mistrzostwa świata
| Miejsce | Data           | Miejscowość | Konkurencja | Czas     | Strata | Zwycięzca      |
| ------- | -------------- | ----------- | ----------- | -------- | ------ | -------------- |
| 46.     | 25 lutego 2001 | Calgary     | jedynki     | 1:36,654 | 6,515  | Armin Zöggeler |